# Општина Фаркашеле (Олт)
Фаркашеле (рум. Fărcaşele) општина је у Румунији у округу Олт.
Oпштина се налази на надморској висини од 87 m.